# 滿洲國協和會

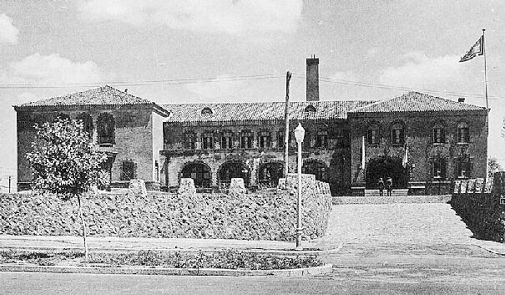
满洲国协和会中央本部

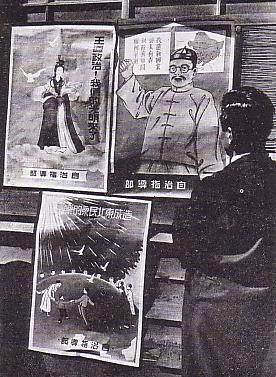
自治指導部宣傳海報

滿洲國協和會為滿洲國的官民一體國民組織，起初石原莞爾等人期許本組織能擔任未來一黨執政的重任，然而在之後則受到日本大政翼贊會旗下各組織影響。

## 历史
九一八事變後，倡導從中華民國獨立並施行君主政治以推動新國家建設的自治指導部為協和會的起源。滿洲國成立後的1932年（大同元年）4月，阮振鐸任奉天省公署秘書長。不久，阮振鐸和于静远以及滿洲青年聯盟的山口重次、小澤開作等人成立滿洲協和黨。由于溥仪、郑孝胥、駒井徳三（满洲国国务院总务厅长官）、本庄繁（时任关东军司令官）等不赞成设立政党。1932年6月5日撤销国务院资政局，关东军指定由关东军第四课参谋片仓衷主持滿洲協和黨改组，成立“协和会筹备委员会”，成员包括关东军高参板垣征四郎、片仓衷、协和党的山口重次、小山贞知（《满洲评论》主笔）、小澤開作、和田劲、阮振鐸、于静远，国务院的张燕卿（实业部总长）、謝介石（外交总长），共计10人。1932年7月18日在国务院召开“协和会筹备委员会”会议，通过了协和会成立大会事宜，确定了章程、纲领、编制、宣言等。
1932年7月25日下午2时至3时在国务院正式成立协和会。下午4时在大和旅馆举行庆祝酒会。颁布《满洲国协和会创立宣言》。協和會與滿洲國政府共同宣稱推動建國理想（建設王道樂土），並以此對國民進行宣傳教育。《满洲国協和會章程》11章35条，規定：“本會以謀求滿洲國的建國精神和宣揚王道樂土政治爲宗旨。” 《满洲国协和会纲领》
1936年7月25日協和會成立4周年舉行紀念會，“满洲国协和会”改名爲“滿洲帝國協和會”。同年9月18日，日本關東軍司令官植田謙吉發表《滿洲帝國協和會之根本精神》的聲明，闡述協和會的本質，就是以皇民化爲目標的“民族協和”，實施“建國精神”，即“以實現日滿一德一心、民族協和、王道樂土、道義世界爲理想的天皇的聖意”。滿洲帝國協和會中央本部機構龐大，設有總務部、指導部、實踐部、訓練部、文化部、青少年部、調查部等10多個部門。
協和會基礎單位為分會，與每個地區設立。並於各地方行政機關設立本部，負責統括分會。
取代從未開議的立法院，以分會代表進行的連合協議會為實質之民意機關。石原莞爾等人期待協和會能取代關東軍成為「未來的領導者」，擁有一黨執政的地位。不過隨著關東軍對滿洲國統治的深化，滿洲國逐漸成為日本完全的屬國，協和會失去其存在意義。
其作为宣传机构曾出版多种宣传品，如《满洲国民必读》、《王道月刊》、《东亚之光》等等。并配合关东军，为镇压抗日活动进行思想宣传。
1945年8月16日，中央本部副部长结城清太郎通电各省本部，协和会结束，并指挥销毁了中央本部的文书档案。

## 綱領
滿洲帝國協和會為唯一永久、舉國一致的實踐團體，與政府互成表裡。
- 顯揚建國精神
- 實現民族協和
- 提升國民生活
- 徹底宣德達情
- 完成國民動員

實現以上建國理想，創建道義世界。

## 组织架构
成立初期：
- 名誉总裁：溥儀
- 名誉顧問：本庄繁、南次郎（时任关东军司令官）
- 会長：鄭孝胥（国务总理）、张景惠（1936年）
- 理事长张燕卿（实业部总长）
- 理事33人：袁金鎧、郑垂、林鹤皋（东三省省议会联合会议长、满洲国建国民众总代表、满洲国民众生计会会长）、于冲汉（奉天地方维持委员会副委员长兼奉天地方自治指导部部长）、橘朴、程坤元、熙洽、刘海轩（奉天省民众代表）、谢介石、齐默特色木丕勒、张在田（奉天省民众代表）、许汝棻、臧式毅、秦炳宗（黑龙江省民众代表）、张景惠、程志远、中野琥逸（民政部总务司长）、吕荣寰、尹相弼、图门曼达瑚、额尔钦巴图、鲍观澄、范象魁、潘渊龙（黑龙江省民众代表）、武扬、张文楷、方煜恩（奉天市商会会长）、刘会同、许兰坡（满洲国建国民众副总代表、黑龙江代表）、韩云阶、丁鑑修、赵欣伯、冯涵清。
- 名誉理事：橋本虎之助（日语：橋本虎之助）、駒井德三（满洲国国务院总务厅长官）、板垣征四郎（关东军高级参谋、参谋次长）等
- 中央事務局：1932年在沈阳设立，1933年3月15日迁长春。局長謝介石（外交总长）、1935年9月改为吕荣寰（民政部大臣）
  - 中央事务局次长：中野琥逸（民政部总务司长）、1934年9月改为阪谷希一（国务院总务厅次长）、1935年9月改为平岛敏夫（原满洲青年联盟骨干）
  - 中央事务局委员10人：
  - 宣传处（1934年改为社会科）处长阮振铎
  - 总务处（1934年改为庶务科）处长于静远，委员小澤開作
  - 组织处（1934年改为组织科）处长徐绍卿，委员大羽时男
  - 审查处（1934年改为经理科）处长阎传绂，委员山口重次、小山贞知
  - 调查室
  - 视察室
- 地方常务委员：
- 地方事务局（1935年改为省事务局）
  - 新京地方事务局
  - 吉林地方事务局
  - 哈尔滨地方事务局
  - 齐齐哈尔地方事务局
  - 奉天地方事务局
  - 间岛地方事务局
  - 热河地方事务局
  - 依兰地方事务局
  - 呼伦贝尔地方事务局

1934年9月由于协和会在基层大力吸收地方实力派人物，与地方政权之间产生隔阂与对立，为此第一次改组协和会：
- 中央事务局次长：中野琥逸（民政部总务司长）改为阪谷希一（国务院总务厅次长）
  - 中央事务局委员10人增至15人：结城清太郎（国都建设局总务处长，专任委员）、宫胁襄二、星野直树、半田敏治、和田劲（专任）、小山贞知、杨允楷、张格、曾维藩、王大忠、郑禹、斯明、罗福葆、清水良策
  - 宣传处（1934年改为社会科）：科长小川增雄
  - 总务处（1934年改为庶务科）：科长广吉辰雄
  - 组织处（1934年改为组织科）：科长幸田武雄
  - 审查处（1934年改为经理科）：科长广吉辰雄
  - 视察员：堀田义弘
  - 调查室：伊东六十次郎

1935年地方事务局改为省事务局。下设县办事处。
1936年7月25日成立四周年时，第二次改组协和会，调整与政权的关系。以中央本部为最高指导机关，中央本部委员会取代以前的理事会，为中央本部的咨询机关。县旗办事处改为县旗本部。各省長、县長兼任所辖地域的本部長——
- 中央本部長：井上忠也（大同学院院长）、于静远（1937年5月）
- 中央本部副部長：结城清太郎
- 总务部 部长平岛野夫、甘粕正彥（1937年4月改由民政部警务司长兼任）
- 指导部 部长中野琥逸、古海忠之（1937年4月改由国务院总务厅主计处长兼任）
- 企划部 部长丰田敏治、甘粕正彥（1937年4月改由民政部警务司长兼任）
- 监察部 部长和田劲

1938年2月第三次改组：
- 中央本部長：橋本虎之助(1938年2月，曾任关东军参谋长、关东军宪兵司令、时任参议府副议长)、丁鑑修（1940年7月16日）、三宅光治（日语：三宅光治）(曾任关东军参谋长，1940年11月15日)
- 中央本部副部長：结城清太郎、丁鑑修
- 总务部 部长皆川丰治（民生部教育司长）。设总务课（原人事、文书2课）、弘报课（原指导部宣传课）、整理课。
- 实践部：原指导部。部长曲秉善。设实践课（原指导课）、联协课、练成课、组织课。
- 企划局 局长孙其昌、副局长半田敏治。设综合班、第一班（民族）、第二班（民生）、第三班（机构组织）、第四班（思想宣传）、第五班（国民动员）。
- 辅导部：新成立。部长恒吉秀雄。设辅导课、训练课、动员课。
- 审查役室：取代监察部。4名审查役：谷次亨、植田贡太郎、朴锡胤、博彦满都

1941年4月第四次改组，协和会与各级政府“表里合一”“二位一体制”，各级地方政府正副长官兼任各级本部正副部长，以厉行国民总动员，准备太平洋战争：
- 中央本部長：三宅光治（日语：三宅光治）(曾任关东军参谋长)
- 中央本部副部長：结城清太郎、皆川丰治（1941年1月12日）、阮振铎（1941年9月交通大臣兼）、于国栋
- 总务部 部长甘粕正彥、武冈嘉一
- 指导部 部长王子衡(1943年6月改任滨江省省长）。设组织班、联协班、城市班、农村班、特别工作班。
- 训练部 部长松木侠。设青少年班、奉公队班、动员班。
- 调查部 部长。设政治班、经济班、调查班、资料班。
- 协和青少年团统监部：1938年6月协和会颁布《青少年团组织大纲》，一律统一为青少年团。1941年3月7日设立协和青少年团统监部，中央统监三宅光治（日语：三宅光治）兼任。副统监2人：谷次亨（民生部大臣）、岩松五郎（关东军在满教务部部长）。总务永井正（通化省协和会本部长）。下设组织部、训练部、文化部。
- 协和义勇奉公队中央总监部：1938年6月在较大城市成立20-35岁青年男子组成的协和义勇奉公队，执行“警护”“奉仕”两项任务。至1945年5月有89个总队、47万人。中央总监由三宅光治（日语：三宅光治）兼任。副统监2人由治安部、民生部大臣兼任。总务为专任。下设第一、二、三部。
- 满洲国防妇女会：1934年成立。由协和会中央本部辅导部负责辅导。会长徐芷卿（张景惠夫人）

## 聯合協議會

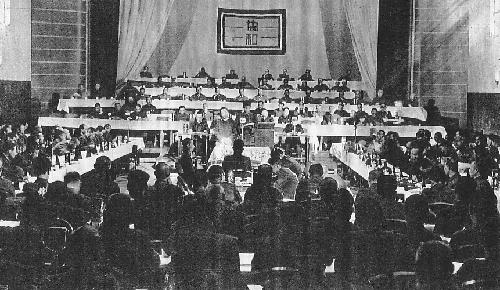
協和會聯合協議會

協和會黨內在滿洲國各地均設置聯合協議會，宣稱是作為收集民意之用。由於滿洲國立法院從未組成，聯合協議會便順理成章成為滿洲國實際上之民意代表機關，但並不具備立法功能。

### 协和会全国聯合協議會
- 1934年2月28日至3月2日在长春大和旅馆召开首次全国聯合協議会议。
- 1935年3月24日至3月26日召开第二次全国聯合協議会议。
- 1937年9月11日至15日在国务院礼堂召开全国聯合協議会议。
- 1938年9月26日召开，全国聯合協議会议全体代表195人入宫觐见溥仪。
- 1940年9月21日召开第七次全国聯合協議会议。溥仪到会听取张景惠的施政大纲演说。[3]
- 1941年10月10日召开第八次全国聯合協議会议。
- 1942年2月8日召开临时全国聯合協議会议。
- 1942年10月1日召开第十次全国聯合協議会议。
- 1943年9月25日召开第十一次全国聯合協議会议。
- 1944年9月2日召开第十二次全国聯合協議会议。
- 1945年7月25日召开第十三次全国聯合協議会议。

## 国民运动
“国民运动”包括：“金属献纳”“储蓄报国”“勤劳奉仕”“粮谷出荷”“北边振兴”“开拓移民”“飞机献纳”

## 舊址
滿洲帝國協和會中央本部舊址位于今人民大街2836號，人民廣場南200米處。東南接兒童公園（兒玉公園舊址），北隔咸陽路與原長春市委大樓（康德會館舊址）后身相對，西鄰人民大街。
該舊址是一座磚石結構的組合建築物，地面建築爲兩層樓房，另有地下室，建築面積7955平方米，占地面積8749平方米。1950年修復爲長春市文化宮，1958年由瀋陽軍區接管，改爲軍人俱樂部，后又將部分房舍改建爲吉林省軍區第二招待所。舊址保存較爲完好。

## 同名团体
2019年2月，部分滿洲（今屬中国东北地区）出身旅美僑民以滿洲國協和會（Concordia Association of Manchuria）名義向美國政府機關登記註冊為正式立案之非政府組織，並宣稱其為1945年以前原滿洲國協和會之延續。
在美成立之協和會於中國海內外之成員數量快速增加至4千人以上，成員以工人、商人、學生與旅外僑民為主，因而引起中華人民共和國政府關切。
中華人民共和國國家安全部於2019年4月對東北三省境內協和會地下成員展開大規模搜捕，被捕者包含自芬蘭入境中國的環保學者王展。

### 引用
1. ↑  山室信一《喀邁拉－満洲国的肖像 增補版》199頁
2. ↑  《近代中日關係史新論 （页面存档备份，存于）》第662頁：「所謂『宣德達情』是協和會員負責將滿洲國政策方針向民眾施行簡單宣講，並且傳達『民意』；此外，還要協助推動國策，包括在省、縣、旗、市內組織『聯合協議會』，以供『官民一體』之需。總之，滿洲國官方的命令是由協和會居間來宣傳，透過行政機關與協和會的相互合作，向民眾灌輸官方政策。」
3. ↑  刘建华：“溥仪与伪满协和会”，《博物馆研究》，2008年第1期，第35-40页。
4. ↑  . 滿洲國流亡政府.   [2023-04-15]. （原始内容存档于2023-04-15）.
5. ↑  . 自由時報. 019-05-22  [2019-05-22]. （原始内容存档于2023-04-24） （中文（臺灣））.
6. ↑  . 民報. 2019-05-21  [2019-05-21]. （原始内容存档于2023-04-19） （中文（臺灣））.
7. ↑  . 法國國際廣播電臺. 2019-12-17  [2019-12-17]. （原始内容存档于2023-04-15） （中文（臺灣））.

### 來源
- 貴志俊彦『満洲国のビジュアル・メディア――ポスター・絵はがき・切手』吉川弘文館、2010
- 《長春，偽滿州國那些事》--吉林出版集團有限公司